# Heinz Gräfe
Heinz Gräfe, född 15 juli 1908 i Leipzig, död 25 januari 1944 i närheten av Bad Tölz, var en tysk SS-Obersturmbannführer och Oberregierungsrat ("byrådirektör"). Han anförde ett mobilt insatskommando i Polen 1939 och var senare verksam inom Reichssicherheitshauptamt, Nazitysklands säkerhetsministerium.

## Biografi
Heinz Gräfe föddes i Leipzig 1908 och var son till en bokhandlare. År 1933 blev han medlem i Schutzstaffel (SS) och Sicherheitsdienst (SD), SS:s säkerhetstjänst. Två år senare utnämndes han till ställföreträdande chef för Gestapo i Kiel och ytterligare två år därefter, år 1937, blev han Gestapo-chef i Tilsit.

### Einsatzkommando 1
Den 1 september 1939 anföll Tyskland sin östra granne Polen och andra världskriget inleddes. I kölvattnet på de framryckande tyska trupperna följde särskilda insatsgrupper, Einsatzgruppen, vilka inom ramen för Operation Tannenberg hade i uppgift att eliminera personer som kunde tänkas leda det polska motståndet, till exempel politiska aktivister, intelligentia och reservister. Adolf Hitler hade för avsikt att utplåna Polens härskarklass för att därmed ”hugga huvudet av den polska nationen”. Därtill inledde insatsgrupperna massmordet på polska judar. Gräfe utsågs i september 1939 till chef för Einsatzkommando 1 inom Einsatzgruppe V. Gräfes insatskommando följde efter 3:e armén under befäl av general Georg von Küchler. I september och oktober 1939 opererade insatskommandot i bland annat Morąg och Węgrów.

### Unternehmen Zeppelin
I april 1941 utsågs Gräfe till chef för avdelning VI:C inom Reichsicherheitshauptamt, Nazitysklands säkerhetsministerium. Avdelningen handhade säkerhetsfrågor i utlandet och Gräfe utvecklade Unternehmen Zeppelin, en operation som syftade till att rekrytera sovjetiska krigsfångar som agenter och sabotörer bakom fiendens linjer.
Heinz Gräfe omkom i en bilolycka tillsammans med Standartenführer Karl Gengenbach i närheten av Bad Tölz i januari 1944. Otto Ohlendorf, som höll griftetalet, hyllade de bägge männens insatser för det tyska folket.